# Palpebra
La palpebra è una formazione cutaneo-membranosa che ricopre l'occhio e svolge un importante lavoro di protezione, contribuendo alla distribuzione del liquido lacrimale.

## Caratteristiche generali
Abbiamo una palpebra superiore (più grande) e una inferiore, entrambe provviste di ghiandole lacrimali e ciglia. Svolgono, tra l'altro, la funzione di proteggere dalla luce eccessiva e, soprattutto, dalla polvere mediante il processo di ammiccamento. Le palpebre sono costituite da un'impalcatura muscolotendinea esternamente ricoperta dalla cute e internamente (a contatto con l'occhio) dalla congiuntiva.
Inoltre la congiuntiva è tenacemente adesa alla sclera con la quale si continua. Non c'è dunque pericolo che lenti a contatto si perdano e possano raggiungere il nervo ottico.

## Anatomia

### Negli animali
I rettili che conducono una vita sotterranea hanno spesso, invece delle palpebre, una copertura epidermica trasparente e fissa che si rinnova insieme a tutto il resto della pelle a ogni muta. Solo i mammiferi e alcuni uccelli (pappagalli, struzzi, rapaci notturni) chiudono l'occhio grazie al movimento della palpebra superiore, negli altri animali la palpebra mobile è solitamente quella inferiore.

### Nell'uomo
Sono due e si distinguono per la loro posizione in superiore e inferiore. Sono costituite da un'impalcatura fibro-muscolare. In ciascuna palpebra si distinguono due facce, una esterna o cutanea e una interna o congiuntivale. Esse si continuano l'una nell'altra nel margine libero dove sono presenti le ciglia (nella palpebra superiore sono in numero di 120, nella palpebra inferiore sono 70 in cui situano le ghiandole ciliari di Moll) e delimitano la rima palpebrale a sua volta delimitata dal bordo palpebrale che rappresenta la zona di passaggio tra distretto cutaneo e mucoso. Le estremità dei margini liberi si riuniscono a formare due angoli: angolo o canto esterno e angolo o canto interno (in cui è presente il lago lacrimale con la curuncula lacrimale medialmente e plica semilunare lateralmente). Nella curuncula lacrimale si trovano formazioni pilifere e ghiandole sebacee. Rappresenta il punto di passaggio fra l'epitelio del margine libero della palpebra e congiuntiva dei fornici. La plica semilunare invece è omologa della terza palpebra di alcuni animali (cane, gatto) ed è una piega verticale a forma di falce con la concavità rivolta lateralmente.

La palpebra superiore origina sotto la linea del sopracciglio, è molto più estesa e mobile di quella inferiore e a occhio aperto è in parte nascosta nel solco orbito-palpebrale superiore. È la parte più mobile ed estesa della inferiore. La palpebra inferiore invece è separata dalla guancia dal solco palpebro-malare.
Delle palpebre si distinguono due parti dissimili per posizione e struttura. Una parte a contatto con il globo oculare ed è costituita dal tarso, l'altra definita orbitaria, non in contatto con il globo oculare e priva del tarso e in contatto con il margine dell'apertura dell'orbita.
Il margine libero della palpebra è divisibile a sua volta in due parti: una laterale (ciliare) e una mediale (lacrimale). Il limite è segnato dalla papilla lacrimale dove è visibile l'orifizio del condotto lacrimale, il punto lacrimale.
Nella parte ciliare distinguiamo la delimitazione anteriore data dal bordo anteriore in cui si dispongono le ciglia in due o tre file. Posteriormente è delimitata dal bordo posteriore in cui si aprono orifizi delle ghiandole tarsali di Meibomio.

In queste due parti anteriori e posteriori è situata una sottile striscia cutanea (interstizio) dove è presente il muscolo ciliare di Riolano.

#### Muscoli
Lo strato muscolare è formato dal muscolo orbicolare dell'occhio in cui in prossimità dei margini liberi è presente il muscolo ciliare di Riolano. Nel muscolo orbicolare si approfondano, solamente nella palpebra superiore, i tendini del muscolo elevatore della palpebra. Si ricorda inoltre la componente di muscolatura liscia data dal muscolo tarsale.

#### Ghiandole
Sono principalmente rappresentate ghiandole sebacee e ghiandole apocrine ciliari del Moll.
Nello spessore di ciascun tarso si trovano le ghiandole tarsali del Meibomio che secernono il sebo palpebrale. Liberano lipidi e ritardano l'evaporazione del film lacrimale. Ne sono presenti circa 35 nel tarso superiore e 25 in quello inferiore (strato lipidico).

#### Vasi
La palpebra superiore riceve il sangue dall'arteria palpebrale mediale superiore (ramo dell'arteria oftalmica) e dall'arteria palpebrale laterale superiore (ramo dell'arteria lacrimale). Analogamente la palpebra inferiore riceve il sangue dall'arteria palpebrale mediale inferiore (ramo dell'arteria oftalmica) e dall'arteria palpebrale laterale inferiore (ramo dell'arteria lacrimale). Le arterie mediali e laterali decorrono davanti al tarso a livello del margine libero, si anastomizzano a formare l'arco tarsale.

Le vene formano una rete sottocutanea drenata dalle vene facciali e oftalmiche e una profonda tributaria delle vene oftalmiche rispettivamente superiore o inferiore.
Dotti linfatici
I collettori linfatici che drenano la parte mediale delle due palpebre vanno ai linfonodi sotto-mandibolari, per la parte laterale terminano ai linfonodi parotidei e pre-auricolari.
Nervi
I nervi motori destinati al muscolo orbicolare dell'occhio sono rami del nervo facciale; quelli destinati al muscolo elevatore della palpebra superiore provengono dal ramo superiore del nervo oculomotore.
I nervi sensitivi per la palpebra superiore provengono dal ramo sovraorbitario della prima branca del trigemino (nervo oftalmico). Per la palpebra inferiore l'innervazione è data dal ramo sovratrocleare della prima branca del trigemino (nervo oftalmico) e della seconda branca trigeminale (nervo mascellare). 

#### Borse sottoculari
Nel caso di palpebre superiori pesanti si può asportare la borsa, costituita da cute e grasso, con un'incisione a losanga avente per base la piega della palpebra. Per quanto riguarda la palpebra inferiore, invece, l'incisione avviene abitualmente con il laser sul margine palpebrale.

### Palpebre artificiali
L'EPAM (Electroactive polymer artificial muscle) è una promettente tecnica per la restituzione del movimento del viso a persone che hanno una paresi facciale. Consiste nell'impianto sottocutaneo intorno all'occhio, di un'imbragatura in polimero elettroattivo rivestito da materiale biocompatibile, e collegata poi a una batteria elettrica.
Ricercatori del Davis Health System nel 2010 hanno riprodotto su cadavere il movimento tramite un muscolo artificiale fissato con viti in titanio intorno agli occhi.
La biocompatibilità su animale è stata poi verificata su una popolazione di tredici topi, con la stimolazione 24 ore per 40 giorni tramite un 1 kV a 1 Hz, senza evidenza di infiammazioni o infezioni batteriche, o malfunzionamenti, corrosione del generatore, rottura del silicone.
La tecnica è promettente per chi ha perso il movimento delle palpebre e degli altri muscoli facciali per i postumi di un incidente, di un ictus o della rimozione di un tumore facciale, o per malformazioni genetiche come la sindrome di Möbius.

## Patologia
Possono essere colpite da patologie derivanti da: fattori infiammatori (blefariti, orzaioli e congiuntiviti), lesioni varie (ptosi, ectropion, simblefaron, entropion) o da neoplasie, calazio, eczemi, ecc.
L'agenesia palpebrale è una patologia caratterizzata dall'assenza congenita totale o parziale dei tessuti che costituiscono le palpebre; è un'anomalia che si presenta raramente nel cane e comporta dei problemi nel meccanismo dell'ammiccamento ed eventuali irritazioni meccaniche della cornea e congiuntiva, dovuta alla presenza dei peli adiacenti.
L’orzaiolo, in particolare, incorre in una casistica di tipo aerodinamico. Infatti, se la pupilla dovesse risultare irrotazionale, allora insorgeranno escrescenze interne e/o esterne, che possono rivelarsi molto tediose.